# Schronisko obok Jaskini na Skałce
Schronisko obok Jaskini na Skałce lub Schronisko obok Schroniska na Skałce – schronisko w Dolinie Bolechowickiej. Administracyjnie znajduje się w gminie Zabierzów w powiecie krakowskim, w województwie małopolskim. Pod względem geograficznym jest to obszar Wyżyny Olkuskiej wchodzący w skład Wyżyny Krakowsko-Częstochowskiej.

## Opis obiektu
Schronisko znajduje się w lewych zboczach porośniętej lasem części doliny. Zlokalizowane jest około 10 m powyżej szlaku turystycznego wiodącego doliną, w miejscu gdzie zakręca on na prawo. Otwór schroniska ma ekspozycję północną (a dokładniej NNE), wysokość 2 m i szerokość 1 m. Prowadzi od niego wznoszący się korytarz. Jego ściany pokryte są wżerami, drobnymi kolistymi zagłębieniami oraz ospą krasową.
Jest to schronisko pochodzenia krasowego, wytworzone na pionowej szczelinie skalnej. Brak nacieków. Namulisko złożone z gliny wymieszanej z dodatkiem wapiennego gruzu. Korytarz jest wilgotny i widny na całej długości. W jego początkowych, lepiej oświetlonych miejscach na ścianach rosną glony i porosty.

## Historia poznania i dokumentacji
Schronisko znane było od dawna. Ujęli go w swoim zestawieniu M. Szelerewicz i A. Górny w 1986 r., błędnie podając jego długość 10 m.  Aktualną dokumentację i plan schroniska opracował A. Górny w grudniu 2009 r.

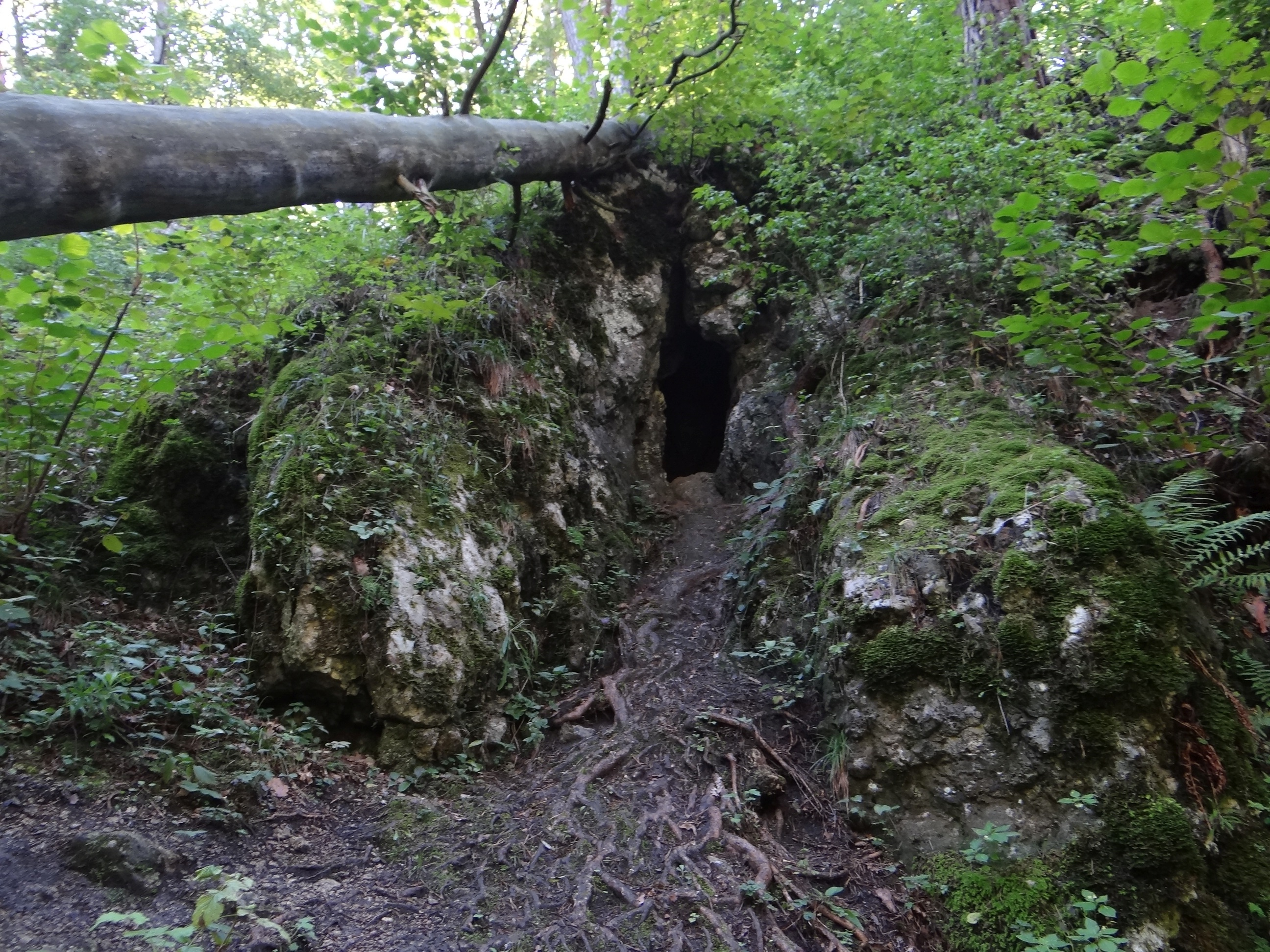
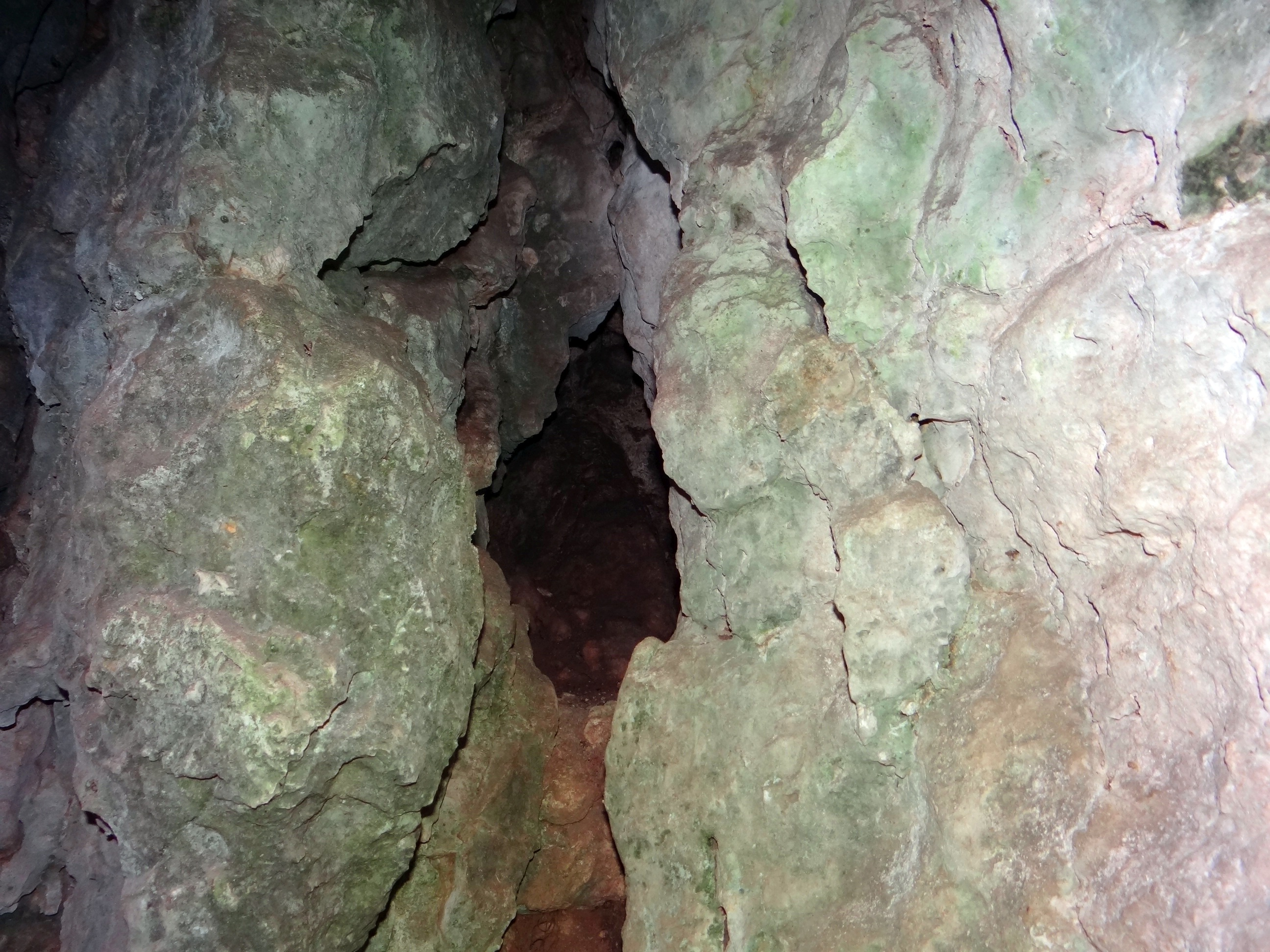
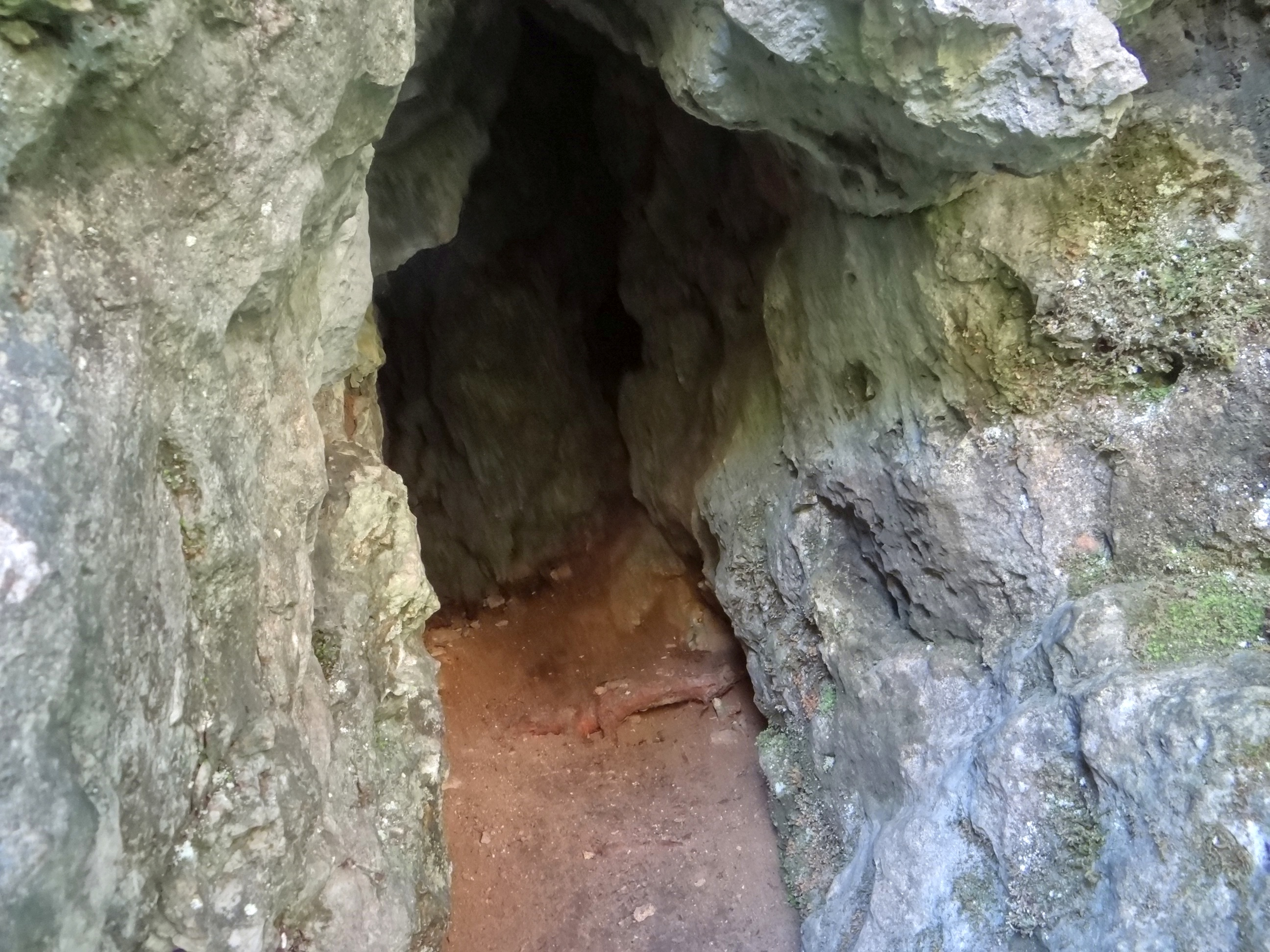
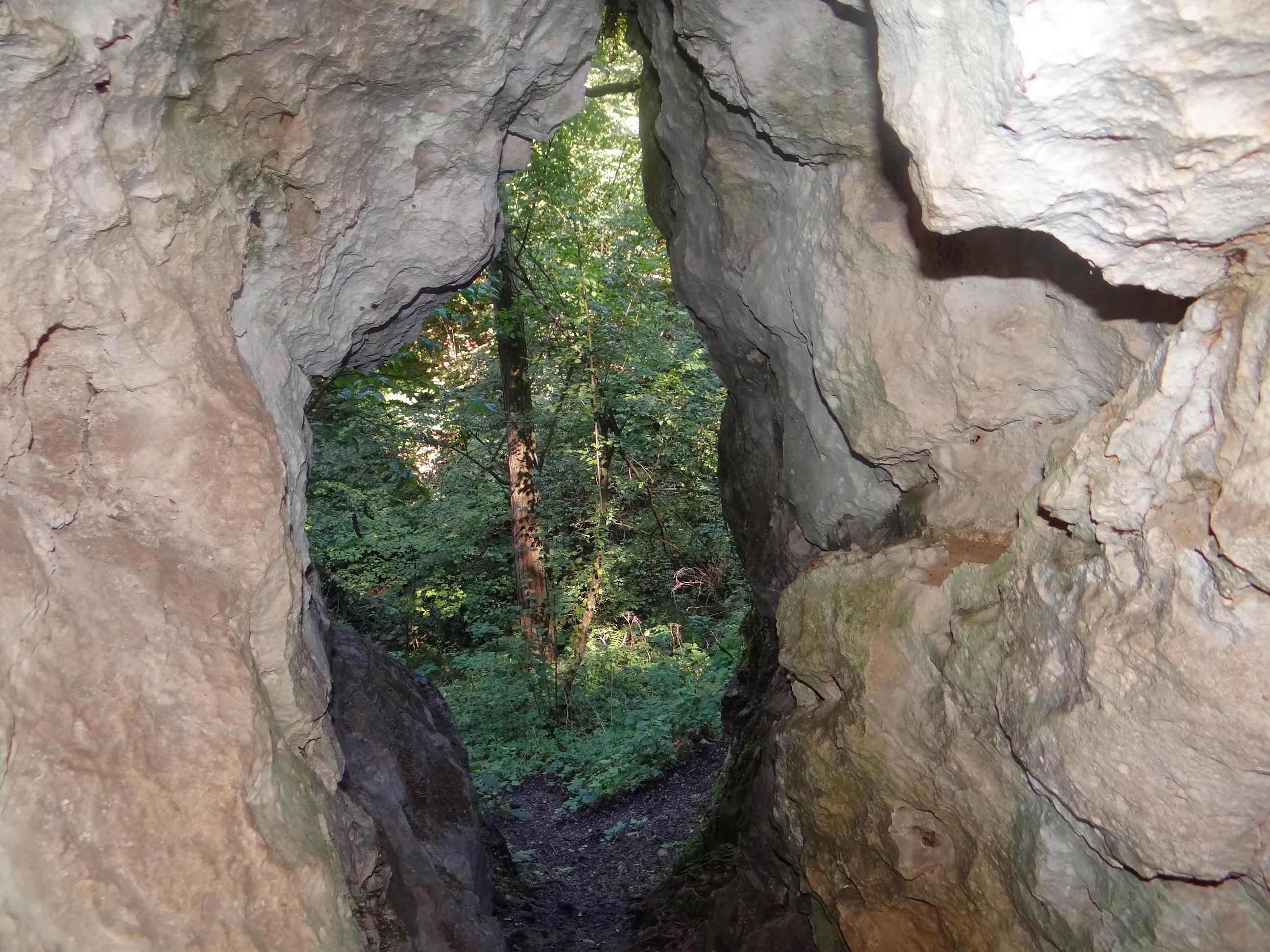

W odległości kilkunastu metrów na lewo od otworu schroniska znajduje się w innej skałce otwór Jaskini na Skałce.